# 髮膠明星夢
《髮膠明星夢》（英語：Hairspray）是一部2007年出品的美國歌舞片。此片改編自2002年上演的同名百老匯音樂劇，而音樂劇本身，則又是改編自1988年由約翰·華特斯執導的同名電影髮膠明星夢(1988) 。

## 簡介
《髮膠明星夢》劇本是由萊絲莉·狄克森所編寫，同時改編自1988年約翰·華特斯電影劇本，以及湯瑪斯·米漢、馬克·奧唐諾所編寫的同名音樂劇劇本。而2007年度的《髮膠明星夢》則由亞當·夏克曼執導，妮姬·布朗斯基、約翰·屈伏塔、蜜雪兒·菲佛、克里斯多夫·華肯、亞曼達·拜恩斯、詹姆斯·馬斯登、皇后·拉蒂法等人領銜主演。而電影中的歌曲，則由百老匯音樂劇作曲家馬克·夏曼、史考特·韋曼配樂，同時收錄了兩人尚未發布的4首歌曲。

## 劇情
胖女孩崔西（妮姬·布朗斯基飾）一心想成為電視歌舞秀節目中的大明星，雖然在學校裡經常因為身材而被同學取笑，媽媽艾德娜（約翰·屈伏塔飾）也不停潑她冷水，但她的決心絲毫不曾動搖。
機緣巧合之下，崔西終於在選秀會中得到演出機會，沒想到壞心眼的製作人威瑪（蜜雪兒·菲佛飾），卻虎視眈眈地等著找她麻煩……

## 角色
- 崔西·坦布雷（Tracy Turnblad）：一個身材矮胖卻夢想成為明星的跳舞女孩，妮姬·布朗斯基（Nikki Blonsky）飾演
- 愛德娜·坦布雷（Edna Turnblad）：崔西的母親，約翰·屈伏塔（John Travolta）反串飾演
- 威瑪·凡塔梭（Velma von Tussle）：電視台的壞心女製作人，一心只想捧紅女兒，蜜雪兒·菲佛（Michelle Pfeiffer）飾演
- 韋伯·坦布雷（Wilbur Turnblad）：崔西的父親，以經營整人玩具店為業，克里斯多夫·華肯（Christopher Walken）飾演
- 潘妮·平格頓（Penny Pingleton）：崔西的至交好友，亞曼達·拜恩斯（Amanda Bynes）飾演
- 柯尼·科林（Corny Collins）：熱門舞蹈電視節目「柯尼·科林秀」的主持人，詹姆斯·馬斯登（James Marsden）飾演
- （電動嘴/大姊頭）美寶（"Motormouth" Maybelle）：每週一次的「黑人日」節目主持人，拉蒂法女皇（Queen Latifah）飾演
- 安珀·凡塔梭（Amber von Tussle）：威瑪的女兒，三屆髮膠皇后的后冠擁有者與原本柯尼科林秀的女主角，布蘭妮·史諾（Brittany Snow）飾演
- 林克·拉金（Link Larkinn）：「柯尼·科林秀」的男性主要舞者，原本是安珀的男友，但卻逐漸被崔西吸引，查克·艾佛朗（Zac Efron）飾演
- 西威·史達（Seaweed J. Stubbs）：美寶的兒子，「黑人日」主要的舞者，與潘妮發展出跨膚色的戀情，伊萊亞·凱利（Elijah Kelley）飾演

## 原聲帶
- "Good Morning Baltimore" – 崔西
- "The Nicest Kids in Town" – 柯尼與柯尼秀成員
- "It Takes Two" – 林克 （電影只收錄曲末）
- "(The Legend of) Miss Baltimore Crabs" – 威瑪與柯尼秀成員
- "I Can Hear the Bells" – 崔西
- "Ladies' Choice" – 林克
- "The Nicest Kids in Town (Reprise)" – 柯尼與柯尼秀成員
- "The New Girl in Town" – 安珀, 湯米, 雪莉, The Dynamites
- "Welcome to the 60's" – 崔西, 艾德娜, The Dynamites
- "Run and Tell That" – 西威
- "Big, Blonde, and Beautiful" – 美寶
- "Big, Blonde, and Beautiful (Reprise)" – 艾德娜和威瑪
- "(You're) Timeless to Me" – 艾德娜和韋伯
- "I Know Where I've Been" – 美寶和眾人合唱
- "I Can Wait" – 崔西 （刪除歌曲）
- "Without Love" –林克, 崔西, 西威和潘妮
- "(It's) Hairspray" –柯尼與柯尼秀成員
- "You Can't Stop the Beat" – 崔西, 林克, 潘妮, 西威, 艾德娜, 美寶和眾人合唱

片尾曲
- "Come So Far (Got So Far to Go)" – 美寶, 林克, 崔西和西威
- "Mama, I'm a Big Girl Now" – 莉琪·雷克（Ricki Lake）, 瑪麗莎·賈瑞·溫諾克（Marissa Jaret Winokur）和妮姬·布朗斯基
- "Cooties" – 艾美·亞倫（Aimee Allen）

### 歌曲製作與發展
音樂製作人兼作曲的馬克·夏曼（Marc Shaiman）和共同作詞史考特·惠特曼（Scott Wittman）改變其百老匯原版髮膠歌曲，以各種方式來配合電影形式演出，不斷變化一些歌曲中的部分歌詞，諸如「(The Legend of) Miss Baltimore Crabs」、「Big, Blonde, and Beautiful」與「You Can't Stop the Beat」等曲，或作些取捨來新增與刪除合適電影的歌曲。
「Ladies' Choice」、「The New Girl In Town」、「Come So Far」以及電影中遭刪除歌曲「I Can Wait」都是新版電影中新增為角色們量身打造的歌曲。
「Mama, I'm a Big Girl Now」是舞台劇版本的當紅曲目，由崔西、潘妮和安珀演出，爭論著彼此各自的母親。 在最後原聲帶錄製，特殊版本的「Mama」作為電影片尾名單的歌曲之一，分別由三位曾出演崔西一角的女演員來演唱：1988年版本的莉琪·雷克、百老匯原版的瑪麗莎·賈瑞·溫諾克與2007年新版的妮姬·布朗斯基。
「Cooties」則是舞台劇版本中，安珀在髮膠小姐選拔賽上用來羞辱崔西的歌曲，在新版電影的髮膠小姐選拔賽中以配樂的形式呈現。

## 迴響

### 票房
《髮膠明星夢》于2007年7月20日在北美地區3,121家廳院首演，是現代歌舞片裡最大規模的首映廳數。電影開片周末票房達$27,476,745美元 ，排至《當我們「假」在一起》與《哈利波特—鳳凰會的密令》之後。此票房結果使《髮膠明星夢》成為開映票房最熱賣電影歌舞劇的紀錄保持者。不過，此記錄被隔年上映的歌舞片《媽媽咪呀！》所打破，該片開映當周票房$27,605,000美元險勝。結算至2007年10月25日北美下片，《髮膠明星夢》北美票房總計$118,871,849美元，全球票房$202,548,575美元。除美國本土外的海外市場，最高票房紀錄國家包括英國（$25.8百萬）、澳洲（$14.4百萬）、日本（$8百萬）、義大利（$4.6百萬）、法國（$3.9百萬）和西班牙（$3.8百萬） 。
此項紀錄使《髮膠明星夢》當時曾是歌舞電影史上第三高票房紀錄，僅次於1978年的大熱門《火爆浪子》$395百萬和2002年的《芝加哥》$307百萬美元。 而紀錄被2008年的《媽媽咪呀！》所打破，現為美國影史上第四高票房歌舞片，壓過《洛基恐怖秀》的$112.8百萬美元，以及早上映七個月的《夢幻女郎》$103百萬美元紀錄。《髮膠明星夢》成為2007年PG分級年度電影最高票房排行中，排名第七名勝過當年其他高預算暑期檔熱門電影，像是《瞞天過海：13王牌》的$117百萬美元或《王牌天神續集》的$100百萬美元。

## 外部連結
- 互联网电影数据库（IMDb）上《髮膠明星夢》的资料（英文）
- AllMovie上《髮膠明星夢》的资料（英文）
- 爛番茄上《髮膠明星夢》的資料（英文）
- Box Office Mojo上《髮膠明星夢》的資料（英文）
- Metacritic上《髮膠明星夢》的資料（英文）